# تراست سرزمین
تراست سرزمین (به انگلیسی: Land trust) سازمان‌های غیرانتفاعی هستند که مالک و مدیریت سرزمین و گاهی آب هستند. سه نوع متداول تراست زمین وجود دارد که از طریق روش‌های ساختار قانونی و اهداف سازمان‌دهی و عملیاتی آنها از یکدیگر متمایز می‌شوند:
- شرکت سرمایه‌گذاری املاک و مستغلات یک قرارداد امانی است که به موجب آن یکی از طرفین (امین) موافقت می‌کند که مالکیت و مدیریت اموال غیرمنقول به نفع تعداد محدودی از ذی‌نفعان داشته باشد.
- کمیته سرزمین جامعه (CLT) یک شرکت خصوصی و غیرانتفاعی است که زمین را برای اهداف مختلف، عمدتاً برای تولید و سرپرستی مسکن مقرون به صرفه، خریداری، مدیریت و توسعه می‌دهد، اگرچه بسیاری از CLT در ساختمان‌ها و کاربری‌های غیرمسکونی نیز مشغول هستند.
- تراست حفاظت سرزمین یک شرکت خصوصی و غیرانتفاعی در ایالات متحده است که زمین یا حق ارتفاق حفاظتی را به منظور محدود کردن توسعه تجاری و حفظ فضای باز، مناطق طبیعی، آبراه‌ها و/یا مزارع و جنگل‌های مولد خریداری می‌کند.

در ایالات متحده، زمین‌های متعلق به دولت ایالات متحده و در امانت برای قبایل و افراد بومی آمریکا، گاهی به عنوان تراست زمین نامیده می‌شود.
در استرالیا، تراست‌های زمین بومی نوعی سازمان غیرانتفاعی هستند که از طرف جامعه‌ای از مردم بومیان و/یا جزیره‌نشینان تنگه تورس، مالکیت آزاد یک منطقه از زمین را دارند.